# Dolichosoma lineare
Dolichosoma lineare är en skalbaggsart som först beskrevs av Rossi 1792.  Dolichosoma lineare ingår i släktet Dolichosoma, och familjen borstbaggar. Arten är reproducerande i Sverige.

## Bildgalleri

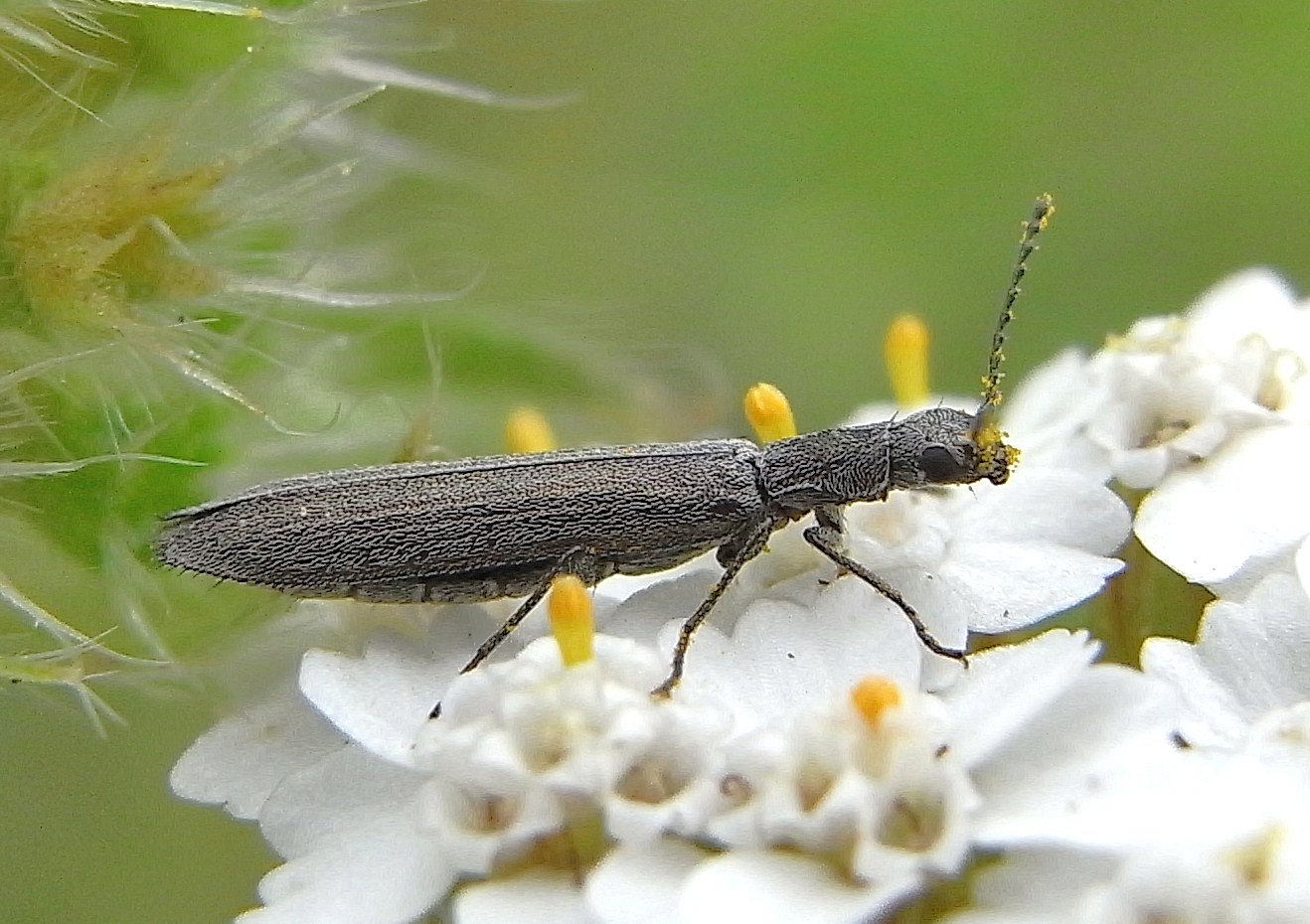